# 1986년 미국의 리비아 공습

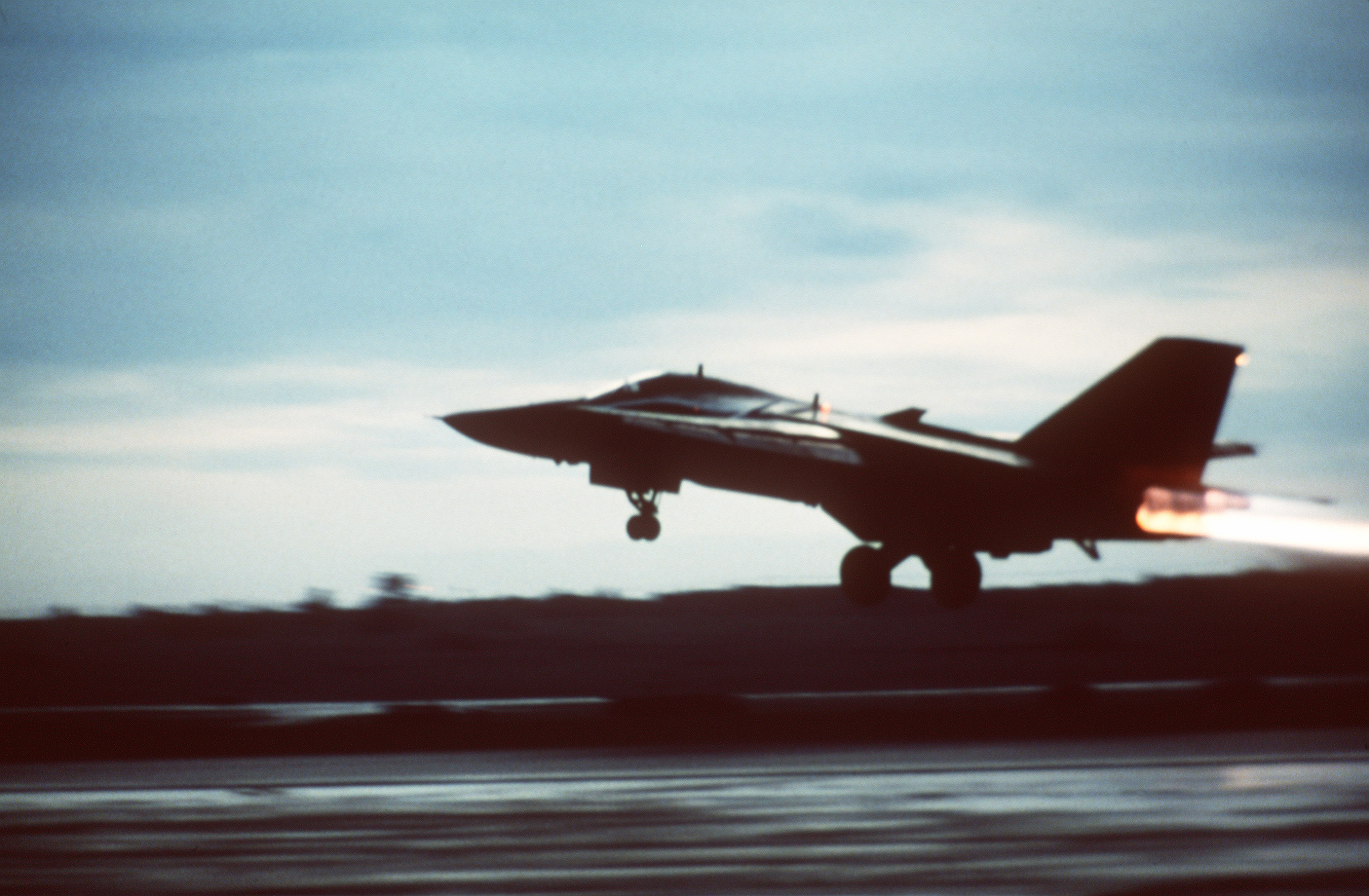
리비아 공습에 나서고 있는 미국의 F-111F 전투기

1986년 미국의 리비아 공습(1986 United States bombing of Libya)은 1986년 4월 15일에 미국 공군, 미국 해군이 리비아를 공습한 사건이다. 엘도라도 캐니언 작전(Operation El Dorado Canyon)이라고 부르기도 한다.

## 배경
1973년에 리비아의 최고 지도자였던 무아마르 알 카다피가 북위 32도 30분에 위치한 시드라만의 해안선을 "죽음의 선"으로 명명하고 리비아가 절대적인 주권을 행사하는 영해로 규정했다. 이 해안선은 서안에 위치한 미스라타에서 동안에 위치한 벵가지에 달하는 해안선으로서 길이는 62해리에 달했다.
미국은 시드라만 연안에서 12해리까지 떨어진 지점만을 리비아의 영해라고 주장했지만 리비아는 이를 인정하지 않았다. 1981년 8월에는 지중해 항공모함에서 발진한 미국 해군 F-14 톰캣 전폭기 2대가 "죽음의 선"을 넘어 시드라만에 진입했고 비상 발진한 리비아의 수호이(SU-22) 전폭기와의 공중전이 전개되어 리비아기 2대가 격추되는 사건이 발생했다. 이에 리비아는 미국에 대한 보복 조치를 선언했다.
미국은 1981년 12월에 미국 국민의 리비아 여행 제한 조치를 내렸고 1982년 3월에는 리비아산 원유 수입 금지 조치를 내렸다. 1983년 2월에는 리비아와 국경을 접한 이집트에 조기경보통제기를 배치시켰다. 또한 시드라만 해역에 미국 해군의 항공모함 니미츠 호를 배치하는 등 리비아에 대한 경제 제재, 군사적 압력을 강화했다.
미국의 로널드 레이건 행정부는 리비아에 대한 침공 구실과 명분을 확보하기 위해 "리비아는 국제 테러 조직의 본거지이며 세계 각처에서 일어난 테러 사건의 배후 조종자이다. 또한 아랍·아프리카의 온건주의 국가(친서방 국가를 의미함) 지도자들을 타도하기 위한 테러리스트 훈련소를 설치하고 있다."고 비난하면서 서방권 언론을 동원하면서 대대적인 국제 여론을 조장했다. 미국은 서방권 국가에 대한 공동 대처를 요구했지만 영국의 마거릿 대처 정부만이 이에 동조했을 뿐 나머지 서방권 국가들은 미국의 요구를 거절했다.
1984년 4월에는 영국 주재 리비아 대사관에서 반(反)리비아 시위대가 쇄도하자 당황한 대사관원들이 공포탄을 발사한 사건이 발생했다. 이 사건을 계기로 영국은 리비아에 대한 외교 관계 단절 조치를 취했다. 또한 유럽 공동체 회원국을 중심으로 한 리비아에 대한 제재 조치가 뒤따랐다.
1985년 10월에는 팔레스타인 해방 기구 소속 무장 조직이 이탈리아의 여객선 아킬레 라우로 호(Achille Lauro)를 납치한 사건이 발생했고 1985년 12월에는 오스트리아 빈, 이탈리아 로마에서 공항 테러 사건이 발생했다. 미국 정부는 리비아가 배후 세력이라고 주장하면서 군사적 보복 조치를 공언하기 시작했다.
레이건 미국 대통령은 1986년 1월에 리비아와의 모든 경제 관계를 단절하는 조치를 취하면서 리비아에 거주하던 미국인들에 대한 전원 철수 명령을 내렸다. 또한 지중해에 주둔하던 미국군 전력을 증강시켰다. 리비아군은 1986년 3월에 그들이 주장하는 시드라만의 영해 지역에서 훈련 중이던 미국군 전투기들에 대해 미사일 선제 공격을 가하였다. 그러나 이것은 오히려 미국이 의도하고 있던 바로서 미국은 리비아가 주장하는 영해 지역에서 기동 훈련을 실시하면서 리비아 측의 도발을 유도했던 것이다. 결국 미국은 시드라만 일대의 리비아의 해군 함정, 미사일 기지에 대한 공격을 개시하였고 카다피는 미국과 미국을 지원하는 국가들에 대한 전쟁을 선포함과 동시에 보복 테러를 선언하게 된다.
1986년 4월 5일에는 서독 서베를린에서 미국군 전용 디스코텍에서 괴한이 설치한 폭탄이 폭발하면서 사상자가 발생한 사건이 발생했다. 미국은 이 사건에 리비아가 개입한 명백한 증거를 갖고 있다고 주장하면서 리비아에 대한 군사적 보복 조치 감행을 시사했다.

## 미국의 리비아 공습
미국은 1986년 4월 15일 새벽에 치밀한 사전 계획 아래 영국과 함께 지중해의 항공모함에서 발진한 전투기, 전폭기 대편대를 동원하여 리비아 트리폴리, 벵가지 주변의 군사 기지, 공항·주요 시설물에 대한 전격적인 기습 공격을 감행했다. 미국 측의 피해는 거의 없었으나 테러 관련 군사 목표물 공격이라는 미국의 해명과는 큰 차이가 있는 상당히 확대된 공격이었고 리비아 측의 피해 또한 컸던 것으로 알려졌다.
미국은 "리비아가 서베를린 디스코텍 폭발 사건의 배후이며 외국에 있는 미국인 및 시설물에 대해 추가 테러 공격을 계획하고 있음이 밝혀짐에 따라 취해진 사전 예방적 조치"라고 발표했다. 그렇지만 미국의 입장을 지지한 것은 미국의 국내 여론, 영국, 캐나다, 이스라엘, 차드 등 극소수에 불과했으며 소련, 아랍 세계 국가는 물론 서방권 국가들까지 포함한 대부분의 국가와 국제 여론은 미국을 규탄, 비난하는 성명을 발표했다.
'테러 계획에 대한 사전 예방 조치'라는 미국의 주장과는 달리 리비아의 국가 원수였던 무아마르 알 카다피에 대한 살해 기도가 명백했던 이 기습은 '세계의 경찰, 세계의 재판관'을 자처하는 미국이 명백한 증거나 확실한 증거 없이 리비아를 '테러 집단'으로 단정하면서 자행한 강대국의 힘의 과시에 지나지 않는 명백한 범죄 행위였다.

## 같이 보기
- 2011년 리비아 군사 개입
- 팬암 항공 103편 폭파 사건
- 오디세이 새벽 작전